# Ludwig IX xứ Hessen-Darmstadt
Ludwig IX, Phong địa Bá tước xứ Hessen-Darmstadt (tiếng Đức: Ludwig; 15 tháng 12 năm 1719 – 6 tháng 4 năm 1790) là Landgraf trị vì Bá quốc Hessen-Darmstadt từ năm 1768 đến 1790.
Ludwig IX và vợ là Karoline xứ Pfalz-Zweibrücken đã trở thành tổ tiên chung gần nhất của tất cả các vị vua châu Âu hiện nay, kể từ ngày 8 tháng 9 năm 2022, sau khi Nữ vương Elizabeth II của Anh, người không phải là hậu duệ, qua đời và con trai bà, Charles III, một hậu duệ thông qua cha mình, trở thành vua.

## Tiểu sử
Ludwig sinh ngày 15 tháng 12 năm 1719 tại Darmstadt, là con trai trưởng của Ludwig VIII xứ Hessen-Darmstadt và Charlotte xứ Hanau-Lichtenberg. Ludwig kết hôn với Karoline xứ Pfalz-Zweibrücken, hai vợ chồng có bốn con trai và năm con gái, bao gồm có:
- Karoline xứ Hessen-Darmstadt (1746–1821), kết hôn với Friedrich V xứ Hessen-Homburg
- Friederike Luise xứ Hessen-Darmstadt (1751–1805), kết hôn với Friedrich Wilhelm II của Phổ.
- Ludwig X xứ Hessen-Darmstadt (1753–1830), sau trở thành Đại Công tước Ludwig I xứ Hessen và Rhein, kết hôn với em họ Luise Henriette Karoline xứ Hessen-Darmstadt
- Amalie xứ Hessen-Darmstadt (1754–1832), kết hôn với em họ là Karl Ludwig xứ Baden
- Wilhelmine xứ Hessen-Darmstadt (1755–1776), kết hôn với Pavel I của Nga nhưng qua đời trước khi Pavel I trở thành Hoàng đế.
- Luise xứ Hessen-Darmstadt (1757–1830), kết hôn với Karl August I xứ Sachsen-Weimar-Eisenach
- Friedrich xứ Hessen-Darmstadt (1759–1802)
- Christian xứ Hessen-Darmstadt (1763–1830)
- Con trai sinh non và mất trong ngày (3 tháng 5 năm 1742)